# ハンレイ
ハンレイ（英：Han Lay）として知られるトーナンダルアウン（英：Thaw Nandar Aung、1999年 - ）は、ミャンマーのミス・コンテストタイトル保持者、モデル、民主活動家。ハンは、ミス・グランド・ミャンマー2020で栄誉を飾り、ミス・グランド・インターナショナル 2020ではミャンマーを代表し、トップ20に終わった。

## 来歴
ヤンゴンの大学で心理学を学んでいた。2021年2月、国軍によるクーデターが発生すると、ヤンゴンでの抗議デモに参加した。
2022年3月27日、タイ王国で開催された「ミス・グランド・インターナショナル 2020」にミャンマー代表として参加した。そのスピーチで、ミャンマーでは「多くの人の命が奪われています」「ミャンマーを助けてください」などと国軍を非難した。その後はタイに留まったが、2022年9月18日にベトナムに一時出国し、22日にタイに再入国しようとしたが拒絶された。ハンは一晩を留置場で過ごしたという。国連難民高等弁務官事務所に助けを求め、その後、カナダに亡命した。ハンは、同国で軍への抗議活動を続ける意思を示している。

## 国軍への抗議
「ミス・グランド・インターナショナル」は「戦争と暴力を止めよう（STOP THE WAR AND VIOLENCE）」というスローガンを掲げており、ハンは壇上でのスピーチが、ミャンマーの窮状を訴える良好の機会であると考えた。そして、コンテストの数日前に主催者が、ミャンマーの現状をスピーチしていいと許可してくれた。2021年3月27日のコンテスト、ハンは国軍によって市民が殺害されていることと強調し「どうかミャンマーを助けて下さい」とスピーチした。
ハンは、コンテスト直前まで、ヤンゴンでの抗議活動に参加していたという。同郷の友人が銃撃され死亡したり、他の多くの友人は拘束されたりした。